# 対訳君
対訳君（たいやくくん）は、辞書と用例集（対訳集）の串刺し検索を行う翻訳支援ツールである。

## 概要
辞書をはじめ、用例集を検索しながら、英語の読み書きを効率的に行うためのソフトウエアである。
対訳君で検索できる辞書はEPWING形式、ロゴヴィスタ形式などである。最新の英辞郎も検索できる。対訳検索は、類似文を探すときや冠詞やコロケーションを調べるときに使用する。
製品には、学生向けの「Standard」、ビジネス向けの「Professional」、医学向けの「医学版Accept」の3種類がある。
この3種は、ソフトウエアは同一で、内蔵している辞書や用例集が異なる。
医学版Acceptにはメルクマニュアルの用例集などが含まれている。
また、医薬品承認申請文書作成に欠かせない日本薬局方とICHガイドラインも対訳君で使えるように対訳集化されている。
対訳君では、Excelで自作した対訳を対訳集に登録して、検索することもできる。その対訳作成が簡単にできるCheckAlignもMCLから販売されている。